# Rhododendron cernuum
Rhododendron cernuum är en ljungväxtart som beskrevs av Herman Otto Sleumer. Rhododendron cernuum ingår i släktet rododendron, och familjen ljungväxter. Inga underarter finns listade i Catalogue of Life.